# Ânderson Luís Schweitzer
Ânderson Luís Schweitzer ou simplesmente Ânderson Luís (Florianópolis, 5 de abril de 1974), é um ex-futebolista brasileiro que atuava como volante.

## Carreira
Começou a carreira nas categorias de base do Internacional em 1990. Despontou no time principal a partir de 1993.
No Brasileirão de 1997 ficou marcado por uma acusação de doping, quando um exame realizado em novembro daquele ano apontou a presença de morfina na urina do jogador. Em janeiro de 1998, Anderson foi julgado e absolvido pelo Tribunal da CBF. O atleta argumentou que a substância apareceu no exame porque ele havia comido pão com semente de papoula no hotel onde o Inter ficou hospedado, em São Paulo.
No início de 2000, foi envolvido numa troca com o Santos por empréstimo, que cedeu o atacante Rodrigão ao Inter.
Em 2002, atuou pelo Juventude.
Em 2002 transferiu para o Venezia, da Itália, clube que defendeu em mais de 100 partidas.
Em janeiro de 2010, acertou com o Criciúma.

## Títulos
Internacional
- Campeonato Gaúcho: 1992[1],1994[12], 1997
- Torneio Mercosul: 1996
- Copa do Brasil: 1992[1]